# Andy Rymarczuk
Andy Rymarczuk (Filadelfia, 30 novembre 1950 – 23 febbraio 1997) è stato un calciatore statunitense, di ruolo attaccante.

## Carriera

### Club
Formatosi nella selezione calcistica della Pennsylvania State University, nel 1973 si trasferisce nella franchigia della NASL dei Rochester Lancers. Militò con i Lancers sino al 1975, non riuscendo mai a superare con i suoi la fase a gironi.
Nella stagione 1976 passa a giocare nella American Soccer League con i Tacoma Tides e i N.J. Americans.

### Nazionale
Nel 1973 ha giocato cinque incontri amichevoli nella nazionale di calcio degli Stati Uniti d'America.

## Statistiche

### Cronologia presenze e reti in Nazionale
| Cronologia completa delle presenze e delle reti in nazionale ― Stati Uniti | Cronologia completa delle presenze e delle reti in nazionale ― Stati Uniti | Cronologia completa delle presenze e delle reti in nazionale ― Stati Uniti | Cronologia completa delle presenze e delle reti in nazionale ― Stati Uniti | Cronologia completa delle presenze e delle reti in nazionale ― Stati Uniti | Cronologia completa delle presenze e delle reti in nazionale ― Stati Uniti | Cronologia completa delle presenze e delle reti in nazionale ― Stati Uniti | Cronologia completa delle presenze e delle reti in nazionale ― Stati Uniti |
| Data                                                                       | Città                                                                      | In casa                                                                    | Risultato                                                                  | Ospiti                                                                     | Competizione                                                               | Reti                                                                       | Note                                                                       |
| -------------------------------------------------------------------------- | -------------------------------------------------------------------------- | -------------------------------------------------------------------------- | -------------------------------------------------------------------------- | -------------------------------------------------------------------------- | -------------------------------------------------------------------------- | -------------------------------------------------------------------------- | -------------------------------------------------------------------------- |
| 09-09-1973                                                                 | Hartford                                                                   | Stati Uniti                                                                | 1 – 0                                                                      | Bermuda                                                                    | Amichevole                                                                 | -                                                                          | 46’                                                                        |
| 16-10-1973                                                                 | Città del Messico                                                          | Messico                                                                    | 2 – 0                                                                      | Stati Uniti                                                                | Amichevole                                                                 | -                                                                          | 68’                                                                        |
| 5-11-1973                                                                  | Port-au-Prince                                                             | Haiti                                                                      | 1 – 0                                                                      | Stati Uniti                                                                | Amichevole                                                                 | -                                                                          |                                                                            |
| 13-11-1973                                                                 | Giaffa                                                                     | Israele                                                                    | 3 – 1                                                                      | Stati Uniti                                                                | Amichevole                                                                 | -                                                                          |                                                                            |
| 15-11-1973                                                                 | Be'er Sheva                                                                | Israele                                                                    | 2 – 0                                                                      | Stati Uniti                                                                | Amichevole                                                                 | -                                                                          | Uscita                                                                     |
| Totale                                                                     |                                                                            | Presenze                                                                   | 5                                                                          |                                                                            | Reti                                                                       | 0                                                                          |                                                                            |